# Диспетчер файлів
Менеджер файлів (англ. File Manager,  WINFILE.EXE ) — стандартна програма Windows 3.x, простий однопанельний менеджер файлів. У Windows NT існувала окрема версія диспетчера файлів, вона була 32-бітною і могла керувати доступом до файлів.
Диспетчер файлів не вмів відображати особливі іконки для кожного типу файлів. Іконками файли ділилися на 4 типи: виконувані (COM, EXE, BAT, PIF), асоційовані з якою-небудь програмою, неасоційовані та приховані.
Через незручність і бідність функцій диспетчер файлів застосовувався мало, частіше використовували альтернативне ПЗ (в тому числі для DOS). У Windows 95 диспетчер файлів був замінений провідником, однак програма була присутня в Windows аж до 98.